# Pothos luzonensis
Pothos luzonensis är en kallaväxtart som först beskrevs av Karel Presl, och fick sitt nu gällande namn av Heinrich Wilhelm Schott. Pothos luzonensis ingår i släktet Pothos och familjen kallaväxter. Inga underarter finns listade.